# 海鳴りにもののふの詩が
『海鳴りにもののふの詩が』（うみなりにもののふのうたが）は宝塚歌劇団のミュージカル作品。星組公演。
宝塚・東京の本公演における併演作品は『クレッシェンド!』、金沢・輪島・長岡・新潟・千葉・横須賀・静岡・甲府・横浜・沼津・大宮・調布・宇都宮・郡山・山形・石巻・仙台は『魅惑』。

## 解説
※『宝塚歌劇100年史（舞台編）』の宝塚大劇場公演のページを参照
江戸時代初期に、仙台藩の伊達政宗の命を受けて親善使節としてローマに派遣された支倉常長（はせくらつねなが）ら一行の最後の寄港地・マニラにおける姿を描いている。
主従の心の葛藤、もののふとしての心情を表現した作品。

## あらすじ
※『宝塚歌劇100年史（舞台編）』の宝塚大劇場公演のページを参照
船をもう一年借りたいというイスパニア総督の申し出を、イスパニヤに恩義を感じる常長は聞き入れた。帰国が伸びたことを家来たちが不満に思う中、早瀬藤九郎が自分を慕う総督の妹・ユリーヌに偽りの恋を仕掛け、船を返してもらおうとする。

## 公演期間と公演場所
- 1981年8月13日 - 9月29日[4]（新人公演：9月8日[5]）　宝塚大劇場
- 1981年11月3日 - 11月29日[6]（新人公演：11月18日[5]）　東京宝塚劇場
- 1982年9月11日 - 10月3日[3]　金沢、輪島、長岡、新潟、千葉、横須賀、静岡、甲府、横浜、沼津、大宮、調布、宇都宮、郡山、山形、石巻、仙台

## 主な配役（宝塚・東京）
※「（）」は新人公演・配役
- 支倉常長 - 瀬戸内美八（日向薫）[5]
- ユリーヌ - 東千晃（南風まい）[5]

## 宝塚大劇場公演のデータ
形式名は「宝塚ミュージカル・ロマン」。15場。

### スタッフ（宝塚大劇場）
- 作・演出：植田紳爾[4]
- 音楽：寺田瀧雄[7]
- 音楽指揮：野村陽児[7]
- 振付[7]：尾上松緑[4]、喜多弘、黒瀧月紀夫
- 装置：渡辺正男[7]
- 衣装[7]：小西松茂、中川菊枝
- 照明：今井直次[8]
- 音響：松永浩志[8]
- 小道具：上田特市[8]
- 効果：中田正廣[8]
- 演技監督：美吉左久子[8]
- 演出補：三木章雄[8]
- 制作：久国高[8]